# 出射由佳
出射 由佳（いでい ゆか、1980年3月26日 - ）は、タイ王国を拠点に活動している日本のフリーアナウンサー。

## 来歴
東京都出身。生まれは千葉県で、兵庫県尼崎市にも5年ほど住んでいたことがある。
聖心女子大学文学部外国語外国文学科を卒業後、2002年に仙台放送に入社。2009年1月に退社するまで同局のアナウンサーを務めた。
その後は圭三プロダクションに所属し、東京でフリーアナウンサーとして活動した。途中、2009年9月から2010年3月まで韓国のソウルに留学していた。
2011年4月1日付でテレビ静岡に入社し、2012年9月30日付で退社するまで同局のアナウンサーを務めた。
退社後は Apple Japan（Apple 日本法人）の経営企画部トレーニングチームに所属し、社のセールストレーナーを務めていた。
その後、家族の都合により Apple Japan を退社。以後はタイのバンコクを生活拠点にしながら、イベント・婚礼の司会業務や世界各国からのナレーションの仕事を受けている。また、Netflix のトレーナーも務めている。

## 人物
中学・高校時代に出会った英会話の講師が元日本テレビアナウンサーの久保淑子（久保純子の母親）で、それを知ったのをきっかけにアナウンサーに関心を持ちはじめる。聖心女子大学在学時にはアナウンススクールの日テレ学院にも通っていた。
同じく聖心女子大学文学部の出身で元東北放送アナウンサーの生駒夕紀子は、在籍学科は異なるが大学入学時からの友人である。

## 出演
脚注の無いデータは、圭三プロダクション所属当時のプロフィールPDFと本人公式サイトの「これまでの実績」にある記述からの参考。

### テレビ番組
- みちのくYOSAKOIまつり中継（仙台放送） - 中継リポーター
- たきたて！みやぎDON（仙台放送） - リポーター
- VEGALCIO!（仙台放送） - 司会
- 川島隆太教授のテレビいきいき脳体操（仙台放送）
- FNN仙台放送スーパーニュース（仙台放送） - 天気キャスター
- スポルたん!（仙台放送） - 司会
- めざましテレビ公認 わがまま!気まま!旅気分（BSフジ） - リポーター
- めざましテレビ（フジテレビ） - 中継リポーター
- ヨジテレビ!（仙台放送） - 司会
- FNS26時間テレビ・FNS27時間テレビ（フジテレビ系列合同、2006年・2007年[6]） - 仙台中継キャスター
- 情報ライブMovin'（仙台放送） - リポーター、「マギー審司のお宝発見福耳ツアー」担当[7]
- ドラマックスPLUS（仙台放送）
- EVET "E"（仙台放送） - 司会
- 密室謎解きバラエティー 脱出ゲームDERO!（日本テレビ） - 韓国語出題のナレーション担当
- 教えて・からだのミカタ（BS-TBS）
- チョッと！いいタイム（テレビ静岡）[8][ブログ 4]
- まめサタ（テレビ静岡）[8]
- ねくすと（テレビ静岡） - 「しずおか親父」「おかわリサーチ」出演[ブログ 7][ブログ 8]
- FNNテレビ静岡スーパーニュース（テレビ静岡）[ブログ 5]

### DVD
- 立松和平とゆく 奥の細道心の旅（仙台放送、発売：2008年）[9]

### CM
- サントリー天然水 南アルプス「天然水のふるさとへようこそ・白州工場」編（2010年）[10]

### ブログ出典
1. 1 2  出射由佳 (2010年3月25日). “3/25 もうすぐ…”. YUKA★LOG. 2010年3月25日時点のオリジナルよりアーカイブ。2023年12月26日閲覧。具体的な生年月日と過去の居住地については、ブログ欄外のプロフィールに記されている。
2. 1 2  出射由佳. “Message”. YUKA★LOG 〜韓国留学中です〜. 2010年1月22日時点のオリジナルよりアーカイブ。2023年12月26日閲覧。
3. ↑  出射由佳 (2010年3月25日). “3/25 ご報告です”. YUKA★LOG. 2010年3月25日時点のオリジナルよりアーカイブ。2023年12月26日閲覧。
4. 1 2  出射由佳 (2011年4月21日). “よろしくお願いします！”. 出射由佳のYUKA★LOG: 2011年4月アーカイブ.   テレビ静岡. 2011年11月17日時点のオリジナルよりアーカイブ。2023年12月26日閲覧。
5. 1 2  出射由佳 (2012年9月30日). “ごあいさつ。”. 出射由佳のYUKA★LOG.   テレビ静岡. 2012年10月27日時点のオリジナルよりアーカイブ。2023年12月26日閲覧。
6. ↑  出射由佳 (2007年4月9日). “入学”. アナ・ログ.   仙台放送. 2023年12月26日閲覧。
7. ↑  出射由佳 (2011年7月9日). “しずおかおやじ。”. 出射由佳のYUKA★LOG: 2011年7月アーカイブ.   テレビ静岡. 2011年11月17日時点のオリジナルよりアーカイブ。2023年12月26日閲覧。
8. ↑  出射由佳 (2011年9月9日). “おかわリサーチ。”. 出射由佳のYUKA★LOG: 2011年9月アーカイブ.   テレビ静岡. 2011年11月17日時点のオリジナルよりアーカイブ。2023年12月26日閲覧。

### 上記以外の出典
1. 1 2 3 4 5  “出射 由佳”. アナウンサー.   仙台放送. 2006年12月15日時点のオリジナルよりアーカイブ。2023年12月26日閲覧。
2. 1 2 3 4  “出射 由佳” (PDF). タレントプロフィール一覧.   圭三プロダクション. 2009年4月19日時点のオリジナルよりアーカイブ。2023年12月26日閲覧。
3. 1 2  “出射由佳”. アナウンサー.   テレビ静岡. 2011年11月17日時点のオリジナルよりアーカイブ。2023年12月26日閲覧。
4. 1 2 3  “フリーアナウンサー | Yuka Idei”. 2023年12月26日閲覧。
5. ↑  “アナウンススクールの内定・就職情報”.   日テレ学院. 2023年12月26日閲覧。
6. ↑  “出射由佳のTV出演情報”. ORICON NEWS.   情報提供元：ニホンモニター. 2023年12月26日閲覧。
7. ↑  “泉区南光台(その1)”. マギー審司のお宝発見福耳ツアー.   仙台放送 (2007年7月17日). 2007年7月17日時点のオリジナルよりアーカイブ。2023年12月26日閲覧。
8. 1 2  “番組案内”.   テレビ静岡. 2011年6月9日時点のオリジナルよりアーカイブ。2023年12月26日閲覧。
9. ↑  “出射由佳の作品”. ORICON NEWS. 2023年12月26日閲覧。
10. ↑  “出射由佳のCM出演情報”. ORICON NEWS.   情報提供元：ニホンモニター. 2023年12月26日閲覧。